# جوناثان د. س. تورنر
جوناثان د. س. تورنر (بالإنجليزية: Jonathan D. C. Turner)‏ هو محام بالقضاء العالي بريطاني، ولد في 13 مايو 1958 في ستوربريدج في المملكة المتحدة.